# Ludwig Richter (Architekt)

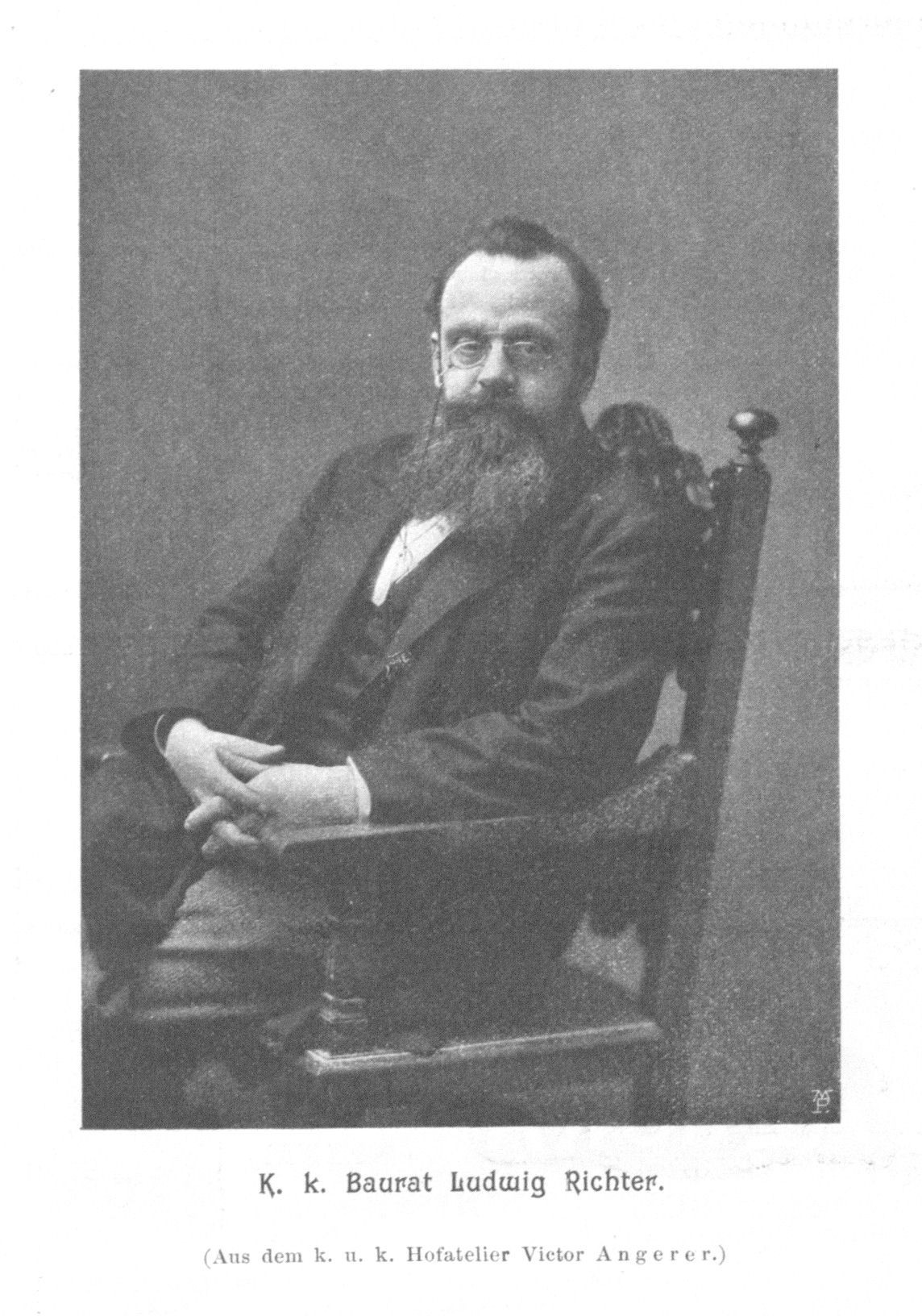
Ludwig Richter im Jahre 1903

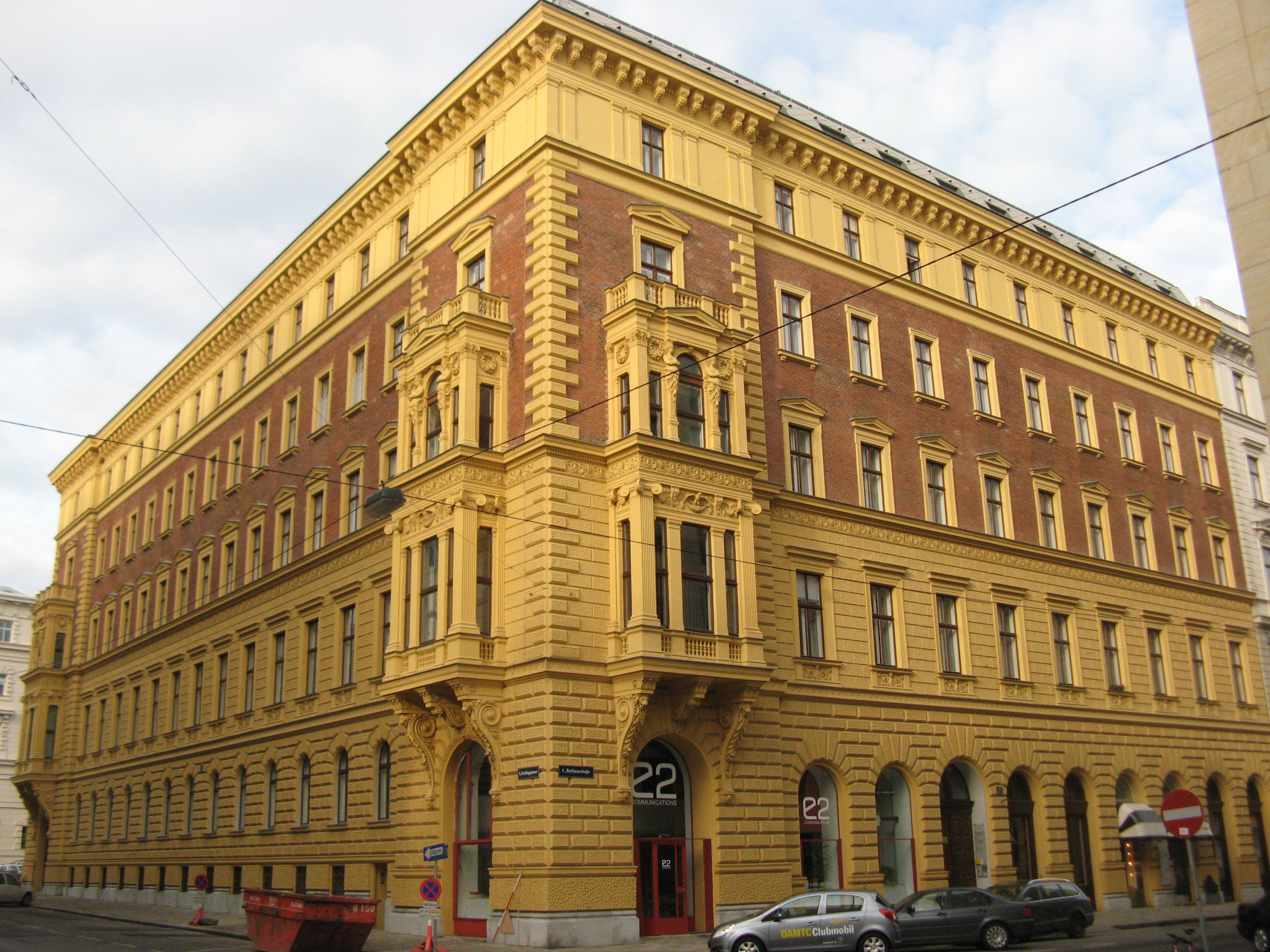
Wohn- und Geschäftshaus (1881–1882) von Ludwig Richter, Liebiggasse 8

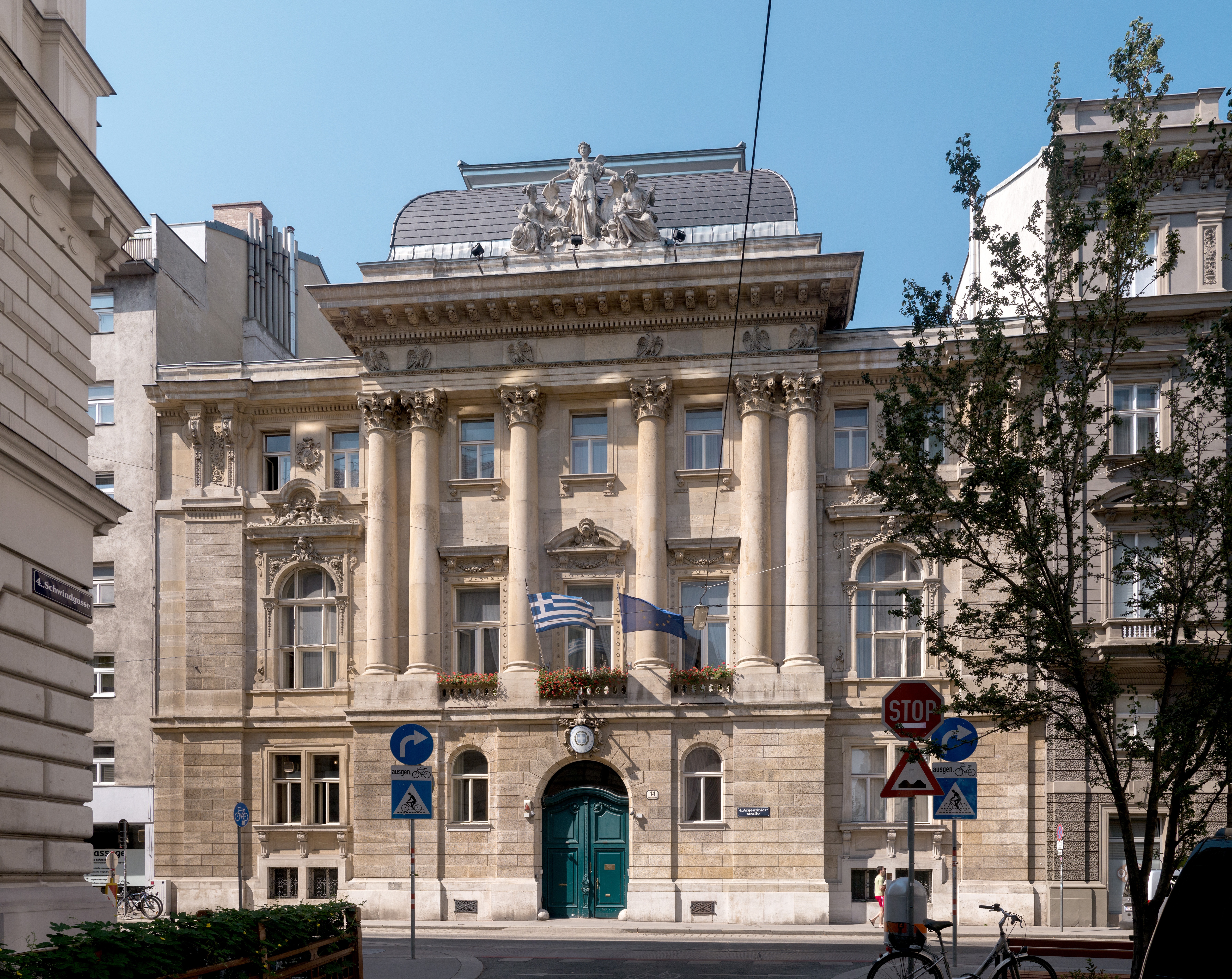
Palais Vrints zu Falkenstein von Ludwig Richter

Ludwig Richter (* 15. August 1855 in Wien; † 8. September 1925 ebenda) war ein österreichischer Architekt.

## Leben
Ludwig Richter war der Sohn eines Baurats. Er besuchte von 1874 bis 1877 die Bauingenieurschule der Technischen Hochschule bei Heinrich von Ferstel und Karl König in Wien. Danach studierte er an der Akademie der bildenden Künste Wien bei Theophil von Hansen von 1877 bis 1879. Richter machte Studienreisen durch viele Länder Europas und auch nach Nordamerika. 1880 begann er als selbstständiger Architekt tätig zu werden. 1911 wurde er Ritter des Ordens der Eisernen Krone III. Klasse (jedoch ohne eine Erhebung in den Adelstand), 1913 Oberbaurat.

## Bedeutung
Ludwig Richter baute in einem eher konservativen Späthistorismus. Er schuf repräsentative Palais und Wohnbauten, außerhalb von Wien auch Sakralbauten. Viele seiner Gebäude sind von drei Seiten frei stehend angelegt.

## Werke
- Wohn- und Geschäftshaus, Liebiggasse 8, Wien 1 (1881–1882)
- Miethaus, Wohllebengasse 10, Wien 4 (1882)
- Miethaus, Gusshausstraße 21, Wien 4 (1884–1885)
- Palais Vrints zu Falkenstein, Argentinierstraße 14, Wien 4 (1886)
- Haus der k.k. Gesellschaft der Ärzte zu Wien (Billrothhaus), Frankgasse 8, Wien 9 (1892–1893)
- Anbau Sanatorium Löw, Mariannengasse 18–20, Wien 9 (1894)
- Villa, Gustav-Tschermak-Gasse 5–7, Wien 18 (1894)
- Wohn- und Geschäftshaus, Rotenturmstraße 11, Wien 1 (1895)
- Miethaus, Pramergasse 6, Wien 9 (1895)
- Wohn- und Geschäftshaus, Petersplatz 1, Wien 1 (1896)
- Bankhaus Schoeller & Cie., Renngasse 3, Wien 1 (1896–1897)
- Wohnhaus für Heinrich Freiherr von Doblhoff-Dier, Graben 12, Wien 1 (1897)
- Sanatorium Dr. Rüdinger, Purkersdorf (1897)
- Villa Rüdiger Freiherr von Biegeleben, Zar Osvoboditel 11, Sofia (1898–1909)
- Wohn- und Geschäftshaus, Mariahilfer Straße 111, Wien 6 (1899)
- Sanatorium Dr. Gustav Ritter von Gerstel, Bad Hall (1899)
- Neobarocker Umbau des Inneren des Palais Sternberg, Ungargasse 43, Wien 3
- Wohn- und Geschäftshaus für Maximilian Reichsgraf von Attems-Gilleis, Stallburggasse 4, Wien 1 (1901)
- Miethaus, Rossauer Lände 33, Wien 9 (1903)
- Miethaus, Schulz-Straßnitzky-Gasse 11–15, Wien 9 (1903–1904)
- Miethaus, Schulz-Straßnitzky-Gasse 12, 14, Wien 9 (1907)
- Umbau des Musikvereinsgebäudes, Dumbastraße 3, Wien 1 (1911)
- Villa, Langackergasse 7a, Wien 19 (1912)
- Miethaus, Neulinggasse 34–36, Wien 3 (1912–1913)
- Villa, Zehenthofgasse 11, Wien 19 (1913)

Weiters errichtete Ludwig Richter das Palais der Österreichischen Gesandtschaft in Sofia sowie ein Spital und ein Schulhaus in Istanbul.